# Thomas Aspelin
Thomas Aspelin, född 28 februari 1803 i Katarina församling, död 2 juni 1877 på Fagersta herrgård, var svensk industriman och hörde till en förmögen och framgångsrik företagarfamilj. 

## Biografi
Thomas Aspelin var son till Thomas Andreas Aspelin och Lousie Dybeck. Han blev student vid Uppsala universitet 1816 och ägnade sig åt tobaks- och sockertillverkning i Stockholm. 1827 blev han medintressent i faderns tobaksfabrik som låg i kvarteret Stenbocken (dåvarande Bocken) på Södermalm i Stockholm. Efter faderns död 1836 ärvde han Svindersvik som han sålde 1863 till Knut Almgren, grundaren till KA Almgrens sidenväveri. Han var bosatt med sin familj i Stora Daurerska huset vid Hornsgatan 29. Han ägde även det så kallade Aspelinska huset vid Brunkebergstorg i Stockholm.
Thomas Aspelin sysslade till en början med tobaksproduktion och vidareutvecklade faderns tobaksfabrik TH.A. Aspelins till att bli Sveriges största. På 1850-talet sålde han fabriken till Brinck, Hafström & Co och ägnade sig därefter istället åt Fagersta Bruk som han inköpte 1852. Under ledning av Thomas Aspelin  utvecklades bruket från ett enkelt stångjärnsbruk till ett tidsenligt järnverk med ånghammare, och tillverkning av sågblad, fjädrar och ståltrådslinor. Bland många förbättringar som Thomas Aspelin införde vid bruket fanns bessemermetoden vilken han introducerade 1860.
Thomas Aspelin gifte sig 1827 med Johanna Lovisa (Jeanna) Peterson (född 1802). Paret fick fem barn, bland dem Christian Aspelin (1830–1919) som vidareutvecklade Fagersta Bruk till en modern industrianläggning. Kring 1860 bosatte de sig på Fagersta herrgård där han avled 1877 och hustrun 1890. Vid sin död efterlämnade Thomas Aspelin 2,5 miljoner kronor.